# Fuglebeskyttelsesdirektivet
Fuglebeskyttelsesdirektivet (Council Directive 2009/147/EC, tidligere Council Directive 79/409/EEC on the conservation of wild birds, eller på dansk; Rådets direktiv 2009/147/EG (79/409/EEG) af den 30. november 2009 om bevarelse af vilde fugle) er et EU-direktiv som beskytter samtlige naturligt forekommende fuglearter og specifikt udsatte arters ynglesteder i medlemslandene, for at bevare livskraftige populationer.
Fuglebeskyttelsesdirektivet fra 1979 var EUs ældste lovbestemmelse om beskyttelse af vilde dyr og det ene af to direktiver som behandler naturbeskyttelse; det andet er habitatdirektivet. Det gamle direktiv blev erstattet, da det var modificeret så mange gange, at det blev svært at overskue. Direktivet regulerer jagten og indeholder krav om, at medlemslandene skal oprette særskilte fuglebeskyttelsesområder for bestemte udpegede arter, hvilket nu indgår i Natura 2000-planerne.

## Eksterne kilder og henvisninger
- Rådets direktiv 79/409/EØF af 2. april 1979 om beskyttelse af vilde fugle Arkiveret 3. november 2012 hos  Wayback Machine, Unionens websted
- The Birds Directive Arkiveret 9. juni 2013 hos  Wayback Machine, EU-kommissionens websted
- Europa-Parlamentets og Rådets direktiv 2009/147/EF af 30. november 2009 om beskyttelse af vilde fugle, Unionens websted